# تريفور كارلن
تريفور كارلن (بالإنجليزية: Trevor Carlin)‏ هو شخصية أعمال وميكانيكي بريطاني، ولد في 13 مارس 1963 في سانت ألبانز في المملكة المتحدة.